# Stensjön (Tysslinge socken, Närke, 657933-144518)
Stensjön är en sjö i Örebro kommun i Närke och ingår i Göta älvs huvudavrinningsområde. Sjöns area är 0,026 kvadratkilometer och den befinner sig 213 meter över havet.